# تيبو سوينان
تيبو سوينان (11 يناير 1995 في بلجيكا - ) هو لاعب كرة قدم بلجيكي في مركز الوسط. لعب مع إف سي آيندهوفن.

## روابط خارجية
- تيبو سوينان على موقع قاعدة بيانات كرة القدم.إي يو (الإنجليزية)
- تيبو سوينان على موقع Soccerway.com (الإنجليزية)